# Heinz A. Lowenstam
Heinz Adolf Lowenstam (* 9. Oktober 1912 in Siemianowitz, Schlesien; † 7. Juni 1993 in Kalifornien) war ein deutschamerikanischer Paläontologe. Er ist für Entdeckungen in der Biomineralisation bekannt.
Lowenstam wuchs im schlesischen Kohlengebiet auf und sammelte schon als Jugendlicher Fossilien. Er studierte Paläontologie an der Johann-Wolfgang-Goethe-Universität Frankfurt am Main und ab 1933 der Universität München, wo er unter anderem bei Karl von Frisch, Ferdinand Broili und Edgar Dacqué studierte. Er unternahm für seine Dissertation geologische und paläontologische Feldstudien der Gebirge östlich von Nazaret in Palästina (wobei er auch Erdölgeologen auf verschiedenen Exkursionen im Nahen Osten begleitete), konnte aber als Jude bei der Rückkehr 1936 nicht mehr promovieren und emigrierte 1937 in die USA. 1939 wurde er an der University of Chicago promoviert. Im Zweiten Weltkrieg arbeitete er in der Kohle- und Ölexploration für den Illinois Geological Survey, arbeitete danach für Ölfirmen und wurde Kurator für Paläontologie der Wirbellosen am Illinois State Museum, dem staatlichen Naturkundemuseum von Illinois in Springfield. Beim Bau der U-Bahn Chicago stieß man auf fossile Korallenriffe, mit denen sich Lowenstam zu beschäftigen begann. Er entdeckte ein durchgehendes Riffsystem des Silur von den Ozark-Bergen bis nach Grönland, was auch unmittelbare Konsequenzen für die Ölexploration hatte. Lowenstam zog daraus keinen finanziellen Nutzen, sondern veröffentlichte die Ergebnisse.
In Chicago kam er auch in Kontakt mit dem Isotopen-Chemiker Harold C. Urey und forschte ab 1950 über die Verwendung von Isotopen in der Paläoökologie, in der Bestimmung der Umweltverhältnisse fossiler Lebewesen wie Meerestemperaturen. 1952 ging er als Professor ans Caltech und studierte Isotopenverhältnisse bei der Bildung rezenter Korallenriffe bei den Bermuda-Inseln. Dabei entdeckte er 1961 die Bildung von Magnetit-Kristallen in Käferschnecken. Er vermutete auch dessen Verwendung als Kompass zur Orientierung der Tiere.
1964 erhielt er die Paleontological Society Medal. 1980 wurde er sowohl Mitglied der National Academy of Sciences als auch der American Academy of Arts and Sciences und im selben Jahr Ehrendoktor der Universität München.